# Kölnpfad

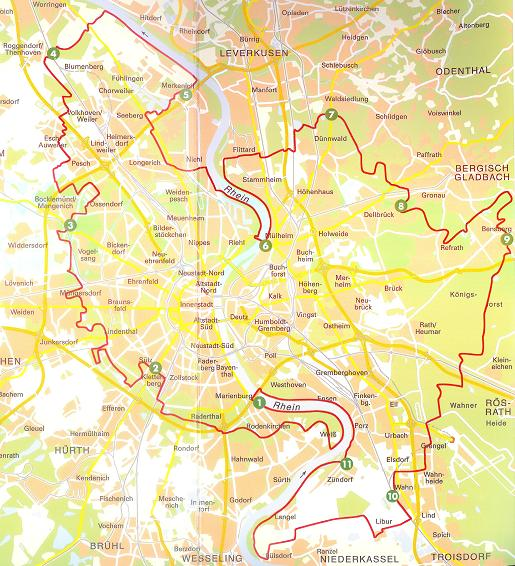
Der Verlauf des Kölnpfades

Der Kölnpfad ist ein im Jahr 2008 eröffneter 171 km langer in Etappen gegliederter Rundwanderweg um Köln.

## Allgemeines

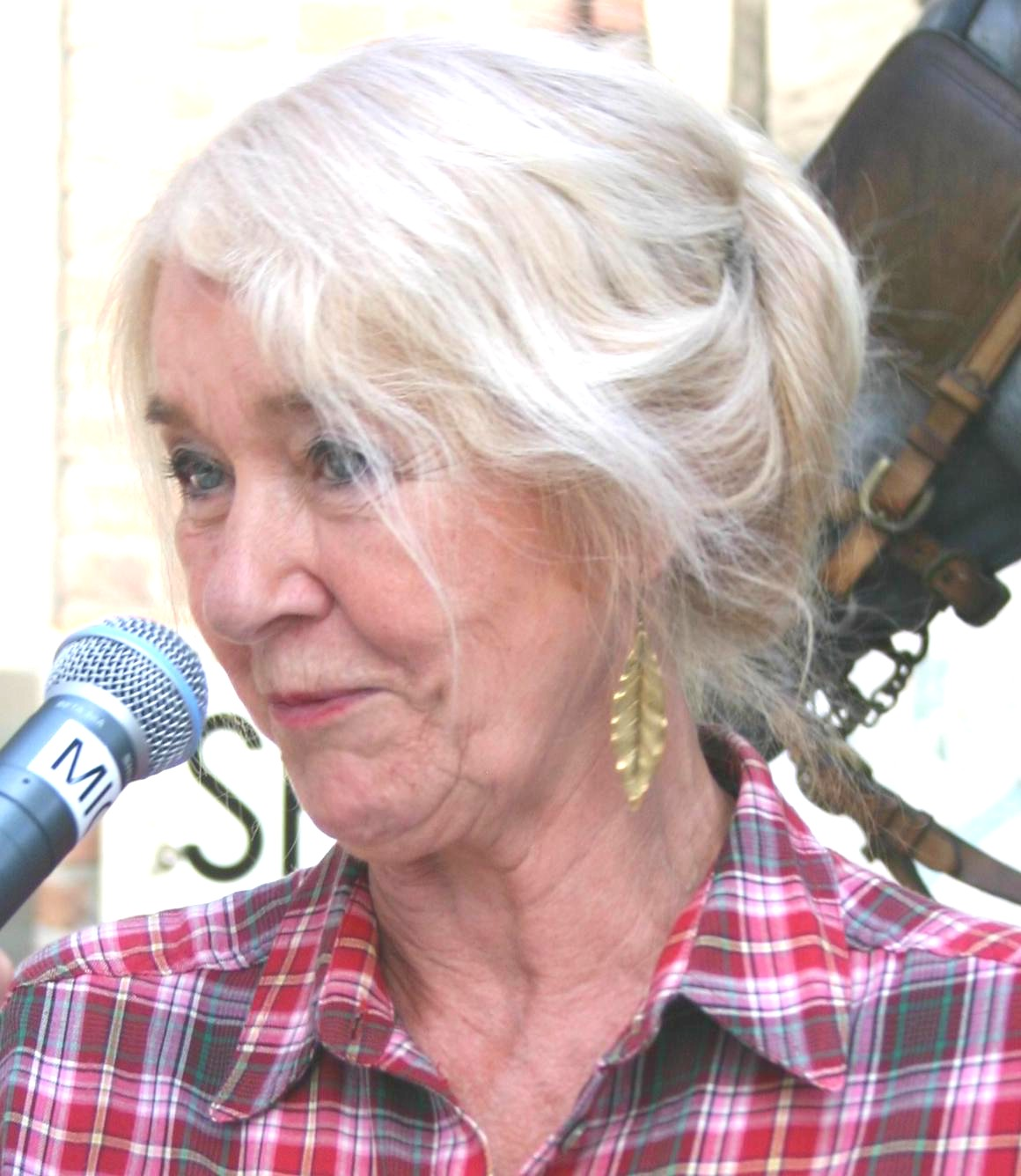
Ingrid Mölders – sie hat maßgeblich dazu beigetragen, das Kölnpfadprojekt zu realisieren

Der Verlauf des Kölnpfads wurde im Jahr 2007 festgelegt, die Wegmarkierung wurde im Sommer 2008 fertiggestellt. Wanderzeichen ist ein weißer Kreis auf schwarzem Grund, das Zeichen für Rundwanderwege um Orte in Nordrhein-Westfalen. An einigen Stellen findet man darunter das vom Kölner Eifelverein (KEV) entworfene Kölnpfad-Logo, eine rechteckige Markierung in den Kölner Farben Rot-Weiß mit den schwarzen Domtürmen im roten Feld. Diese Markierung ist kein offizielles Symbol des deutschen Wanderwegenetzes, und sie ist auch nicht durchgängig an der Strecke angebracht. Der Wanderweg umrundet in elf Etappen von 9 bis 22 km Länge die Stadt. Bis auf zwei Ausnahmen verläuft der Weg innerhalb der Kölner Stadtgrenzen. Im rechtsrheinischen Süden führt er wenige Kilometer über Niederkasseler Gebiet, und im rechtsrheinischen Nordosten verläuft eine Etappe als Abstecher über Bergisch Gladbacher Stadtgebiet. Hier erreicht man beim Ortsteil Breite die höchste Stelle des Wanderwegs. Von dort überblickt man bei guter Sicht ganz Köln und damit auch den gesamten Kölnpfad. Die Anfangs- und Endpunkte jeder Etappe sind mit öffentlichen Verkehrsmitteln zu erreichen.

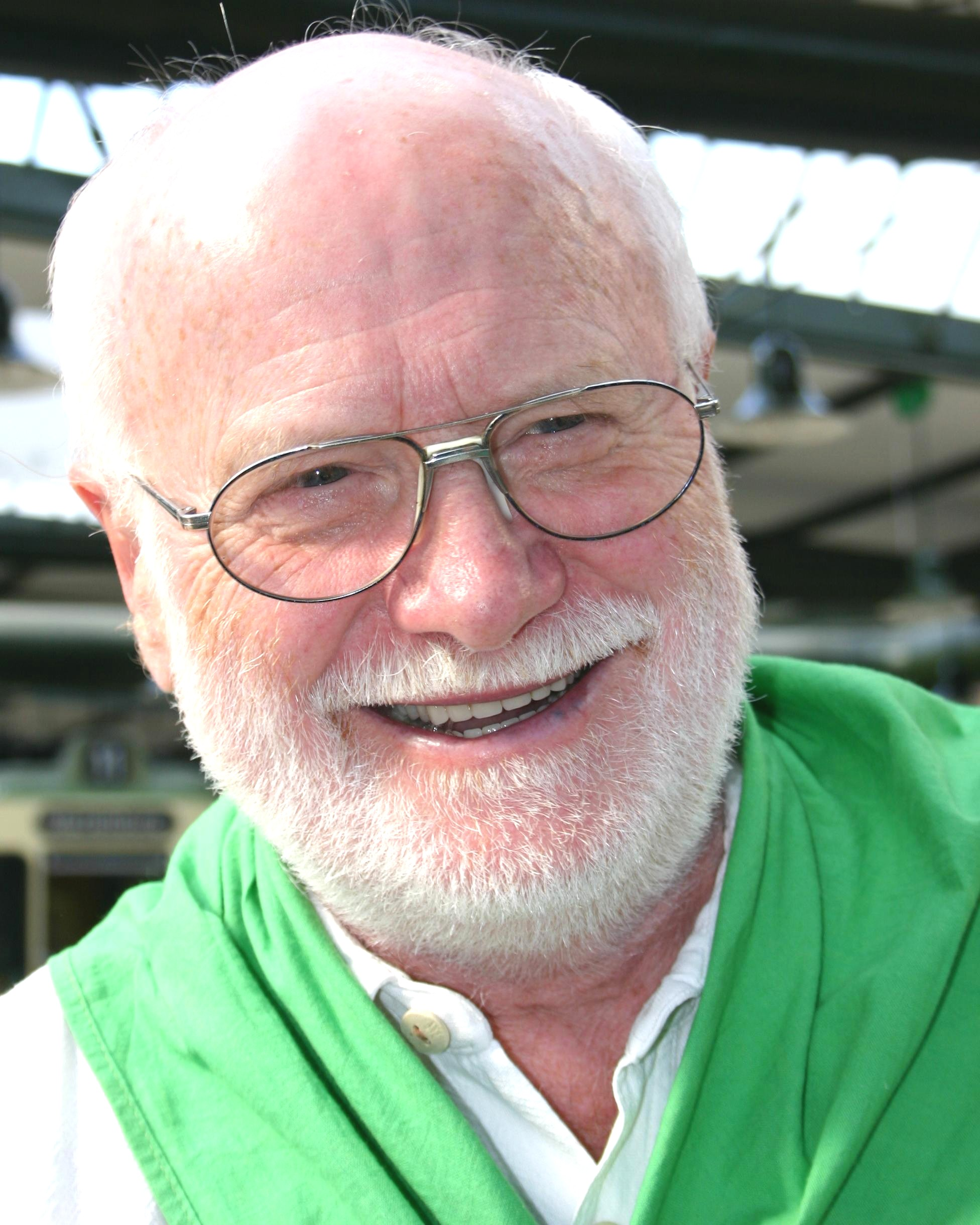
Fritz Hoepfner – Hauptverantwortlich für die Wegführung des Kölnpfad

Ausgearbeitet wurde die Wegführung im Wesentlichen von Fritz Hoepfner, Wanderführer des Kölner Eifelvereins. Eine weitere wichtige Rolle bei der Entstehung des Kölnpfades spielt Ingrid Mölders, stellvertretende Vorsitzende des Kölner Eifelvereins. Sie hat die ursprüngliche Idee des ehemaligen Vereinsvorsitzenden (1996–2002) Theodor Schinscholl (1933–2011) aufgegriffen und umgesetzt. Von ihr wurde auch der Kölner Mundartdichter Hans Knipp animiert, einen Text für ein Kölnpfad-Lied zu verfassen, das anschließend von Bömmel Lückerath (Mitglied der kölschen Musikgruppe „Bläck Fööss“) vertont wurde. So entstand die Kölnpfad-Hymne „Eimol öm Kölle röm“.

## Intention
Der Weg soll nicht nur zum Wandern in der Natur einladen, er soll zugleich besondere kulturelle Aspekte, Hintergründe der Stadtgeschichte und interessante Details am Rand der Stadt bekannt machen. Deshalb weisen Tafeln auf entsprechende Institutionen, Anlagen und Sehenswürdigkeiten hin, aber auch auf Ruhezonen, Spielplätze und Einkehrmöglichkeiten am Weg oder in dessen Nähe. Elf Hinweistafeln wurden bis zum 27. September 2008 aufgestellt, dem Tag der offiziellen Einweihung. Interessante Aspekte zu den elf Etappen und wichtige Informationen wurden in einem speziell zum Kölnpfad verfassten Wanderbuch zusammengefasst. Als Ergänzung zum Buch gibt es eine Wanderkarte im Maßstab 1 : 25.000, in der der gesamte Kölnpfad verzeichnet ist. Hier sind auch die Start und Zielpunkte der Etappen markiert, Einkehrmöglichkeiten sind verzeichnet und viele weitere interessante Wegmarken sind aufgeführt.
Ein weiterer Aspekt des Kölnpfad-Konzepts zielt darauf ab, dem Wanderer einen Einblick in möglichst viele verschiedene, öffentlich zugängliche Bereiche einer Großstadt zu gewähren. Es geht darum, zu zeigen, dass eine Stadt durch ganz unterschiedliche Areale geprägt wird. Ganz bewusst wurde der Weg nicht nur durch idyllische Waldgebiete, Parkanlagen und offenes, freies Feld gelegt. Der Kölnpfad folgt dem, wodurch Köln sich auszeichnet, im positiven wie im negativen Sinne. Industrieanlagen werden erschlossen, große Verkehrswege und Verkehrsanlagen werden nicht nur gekreuzt oder überquert, sondern sind Teil des Kölnpfades. So quert er mit der Rodenkirchener Autobahnbrücke den Rhein. Autobahnen und Gleisanlagen entsprechen zwar nicht dem üblichen Bild idyllischer Wanderromantik, aber sie gehören unverzichtbar zum Funktionieren einer Großstadt. Oft liegen in direkter Nachbarschaft zu diesen lärmenden Wegabschnitten die ruhigsten Orte des Rundwegs, die Naturschutzgebiete. Natürlich trifft der Weg immer wieder auf den Rhein, denn der Fluss hat zweifelsohne seit jeher eine große Bedeutung für die Stadt.
Somit ist der Kölnpfad ein sehr abwechslungsreicher und interessanter Wanderweg. Er bezieht seinen Reiz nicht durch grandiose Aussichten oder spektakuläre Panoramen, auch nicht durch Einsamkeit und Abgeschiedenheit, sondern durch den ständigen Wechsel von naturbelassenen Arealen mit Wohngebieten, Industrieanlagen, landwirtschaftlichen Nutzflächen, Wirtschaftswäldern, Parkanlagen, Verkehrswegen und all den kulturellen, historischen oder auch kuriosen Erscheinungen im Verlauf und am Rande des Weges.
Einen kürzeren Rundweg von ca. 65 km, der sich auf den Äußeren Grüngürtel beiderseits des Rheins beschränkt, der aber in weiten Teilen mit der Wegführung des Kölnpfads identisch ist, hat 2014 die Kölner Grün Stiftung ausgearbeitet und ausgeschildert. Eine kostenlose Wanderkarte ist bei der Stiftung gegen Rückporto erhältlich.

## Verlauf

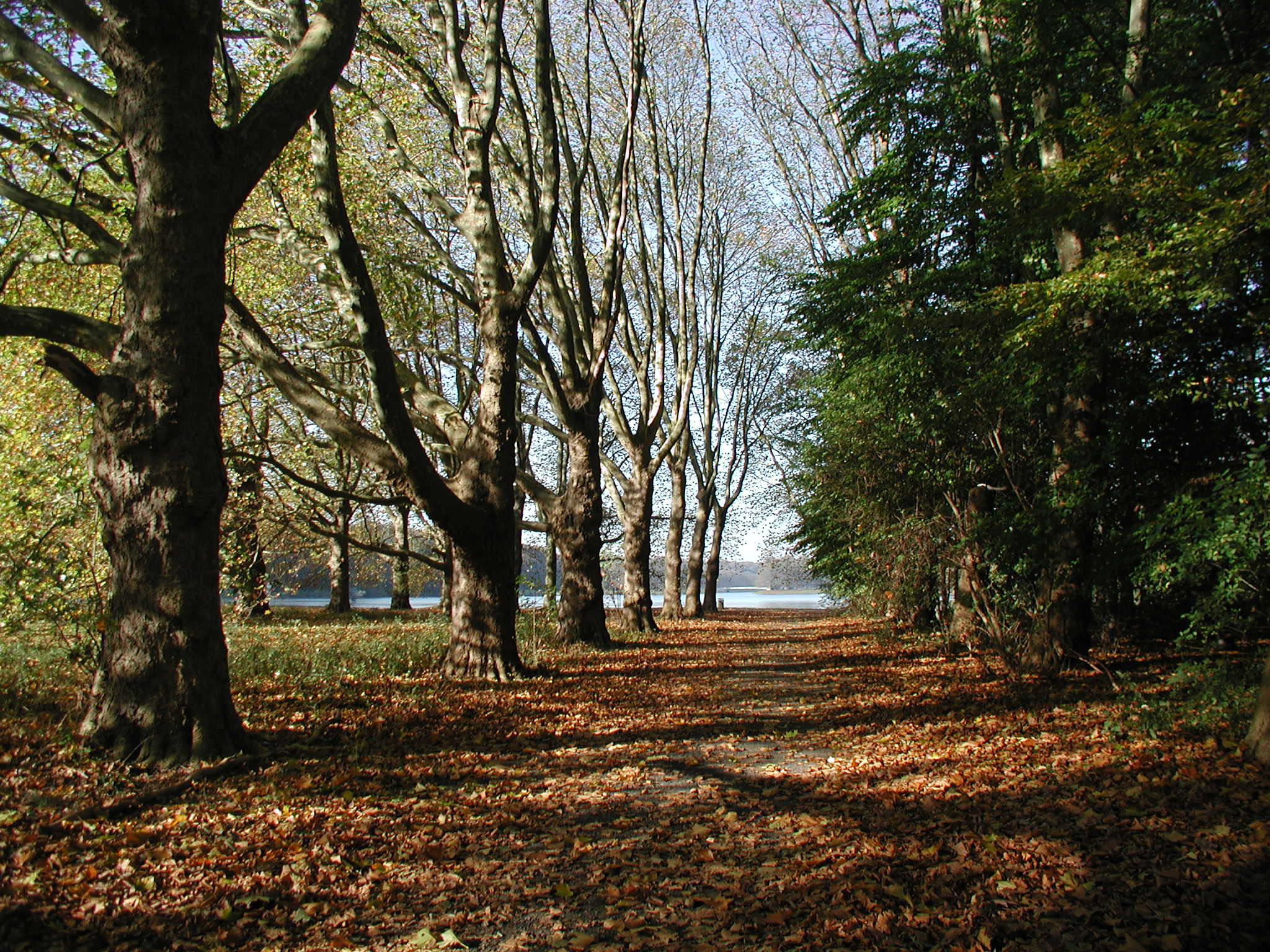
Decksteiner Weiher, neben dem Gelände des 1. FC Köln

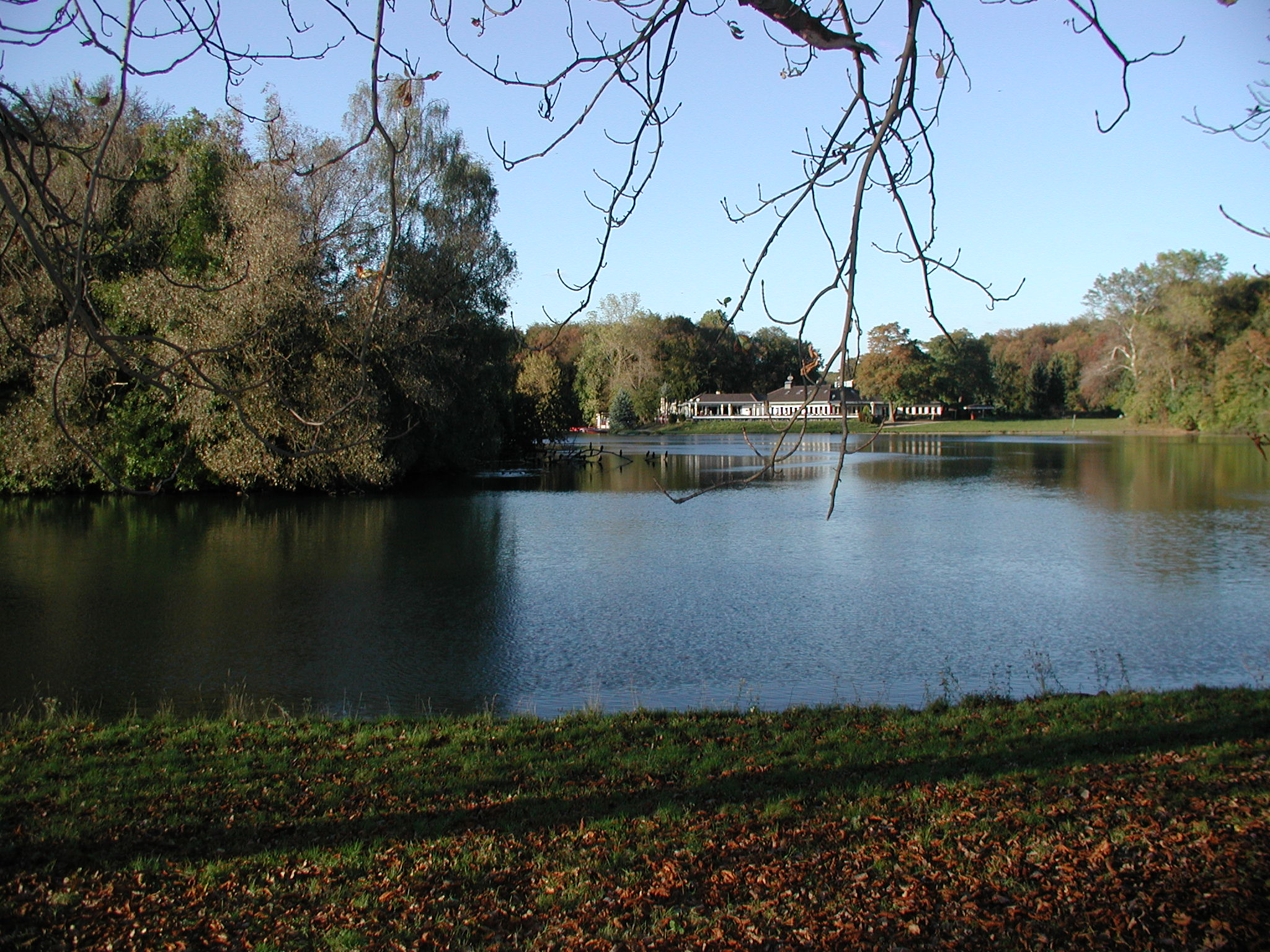
Haus am See, Decksteiner Weiher, äußerer Grüngürtel

Die ursprüngliche Planung des Kölnpfads sah eine Gesamtlänge von 155 km vor. Diese Planung konnte nicht eingehalten werden, weil unter anderem Naturschutzgebiete nicht durchquert werden durften, privater Grundbesitz umgangen werden musste oder die Planung auf dem Papier in der Realität so unübersichtlich war, dass der Verlauf des Weges geändert werden musste. Nach Abschluss aller notwendigen Änderungen und der offiziellen Festschreibung der Streckenführung hat der Kölnpfad nun eine Gesamtlänge von 171 km. Die Start- und Zielpunkte sämtlicher Etappen sind durch öffentliche Verkehrsmittel bestens erschlossen. Jede Etappe kann abgekürzt werden, weil unterwegs Haltestellen von Bus und Bahn immer wieder direkt am Weg oder ganz in seiner Nähe liegen. Dadurch eröffnet sich auch die Möglichkeit, mitten in eine Etappe einzusteigen und an einer beliebigen Stelle in der folgenden Etappe den Weg zu beenden.
Die Möglichkeit, an fast jeder beliebigen Stelle in den Kölnpfad einsteigen und wieder aussteigen zu können, hat sich der Kölner Eifelverein zu Nutze gemacht. Er bietet auf 15 Teilstücken geführte Wanderungen an. Einige Teilstücke wurden nochmals in Unterabschnitte gegliedert. Aus organisatorischen, inhaltlichen und thematischen Gründen (z. B. Kurzwanderungen für Kinder oder Themenwanderungen) stimmen weder die Länge noch die Start- und Zielpunkte mit den offiziellen Etappen überein. Sie folgen aber exakt dem Verlauf des Kölnpfads. Anfang und Ende dieser Kurzetappen sind ebenfalls mit öffentlichen Verkehrsmitteln bequem zu erreichen.

## Die Etappen
- Etappe 1: von der Rodenkirchener Rheinbrücke durch den Weißer Rheinbogen, von dort zurück zum Forstbotanischen Garten und durch den äußeren Grüngürtel nach Klettenberg (ca. 22 km)
- Etappe 2: vom Klettenberg entlang des Geißbockheims zum Decksteiner Weiher und durch den Stadtwald über Müngersdorf nach Bocklemünd (ca. 18 km)
- Etappe 3: von Bocklemünd über Pesch und Esch nach Roggendorf/Thenhoven (ca. 16 km)
- Etappe 4: von Roggendorf/Thenhoven durch das Worringer Bruch zum Rhein, über Langel, Rheinkassel und Kasselberg nach Merkenich (ca. 11 km)
- Etappe 5: von Merkenich am Fühlinger See entlang, parallel zur Neusser Landstraße nach Longerich und über Niehl wieder zum Rhein. Von dort über den Molenkopf (Niehler Hafen) und die Mülheimer Brücke nach Mülheim zum Wiener Platz (ca. 13 km)
- Etappe 6: von Mülheim am Rheinufer entlang über Stammheim bis Flittard, von dort durch Wiesen und Felder bis Dünnwald (ca. 14 km)
- Etappe 7: von Dünnwald durch den Wald bis nach Thielenbruch (ca. 12 km)
- Etappe 8: von Thielenbruch über Gierath, entlang der Saalermühle bis hinauf nach Breite und durch die Hardt nach Bensberg (ca. 18 km)
- Etappe 9: von Bensberg durch den Königsforst und die Wahner Heide über Grengel nach Wahn (ca. 18 km)
- Etappe 10: von Wahn über Libur, vorbei an Lülsdorf zum Rhein, flussabwärts über Langel und die Freizeitinsel Groov nach Zündorf (ca. 20 km)
- Etappe 11: von Zündorf rheinabwärts über Porz und Westhoven bis zur Rodenkirchener Rheinbrücke (ca. 9 km)

## Die Teilstücke

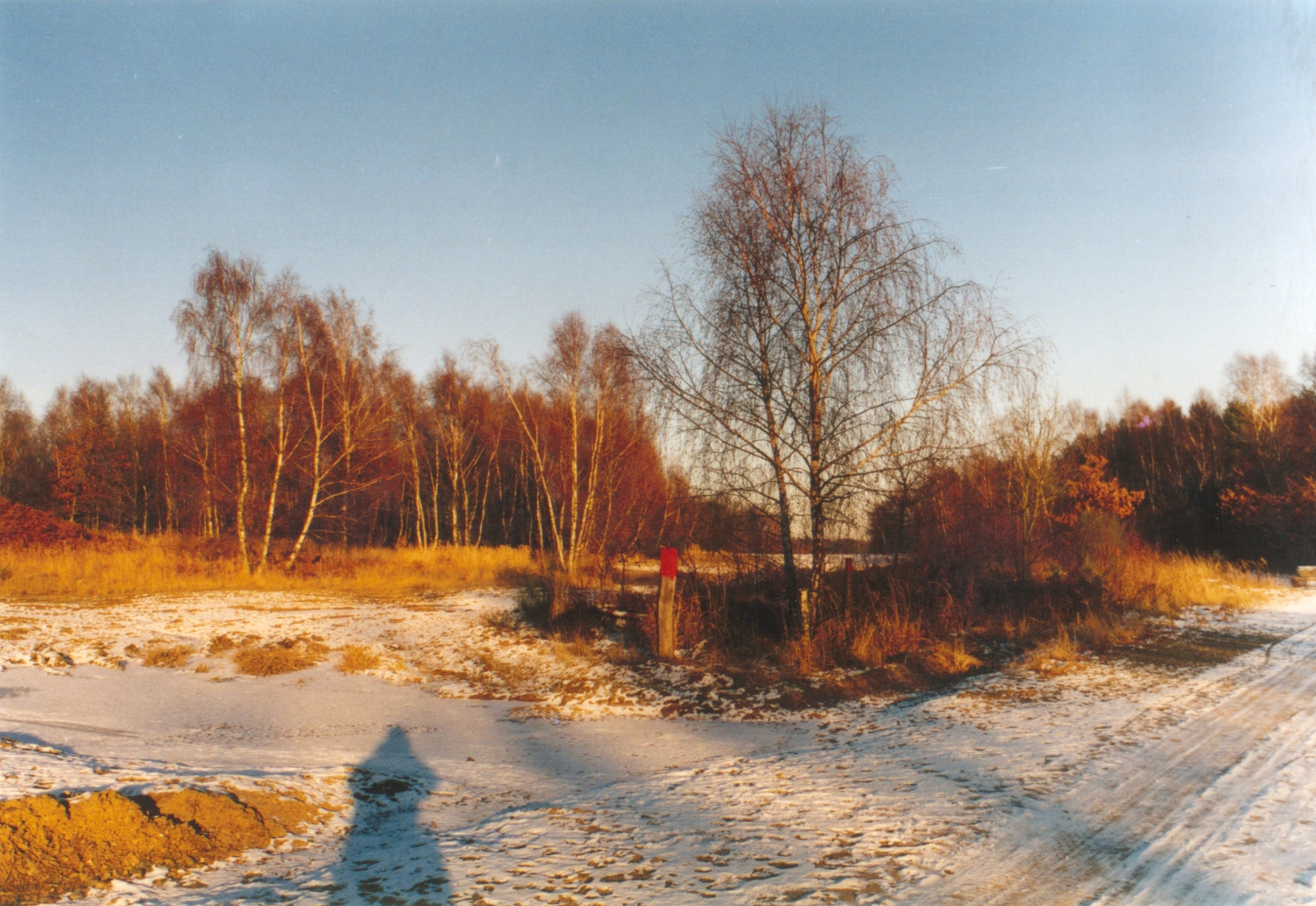
Wahner Heide

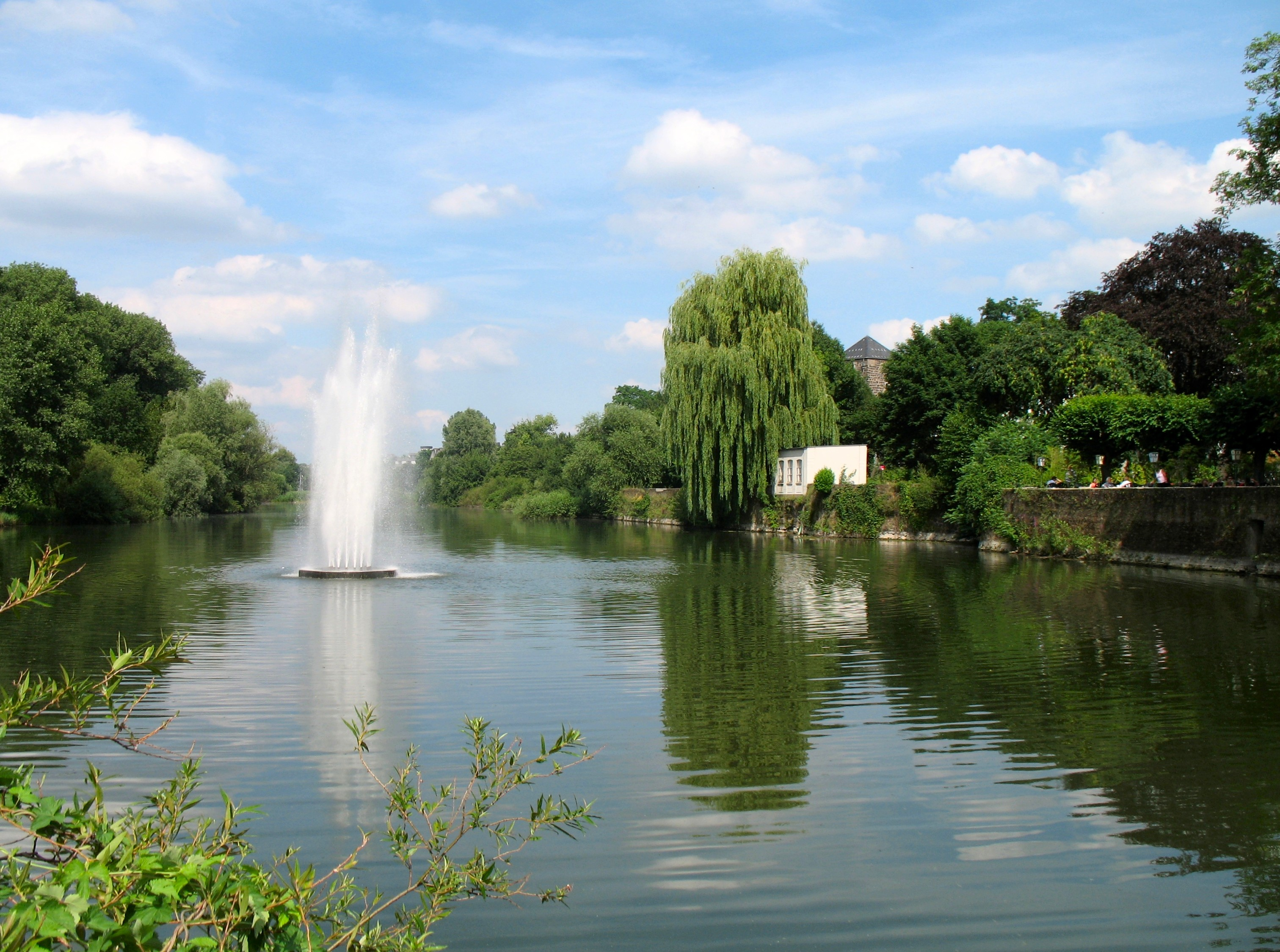
Groov

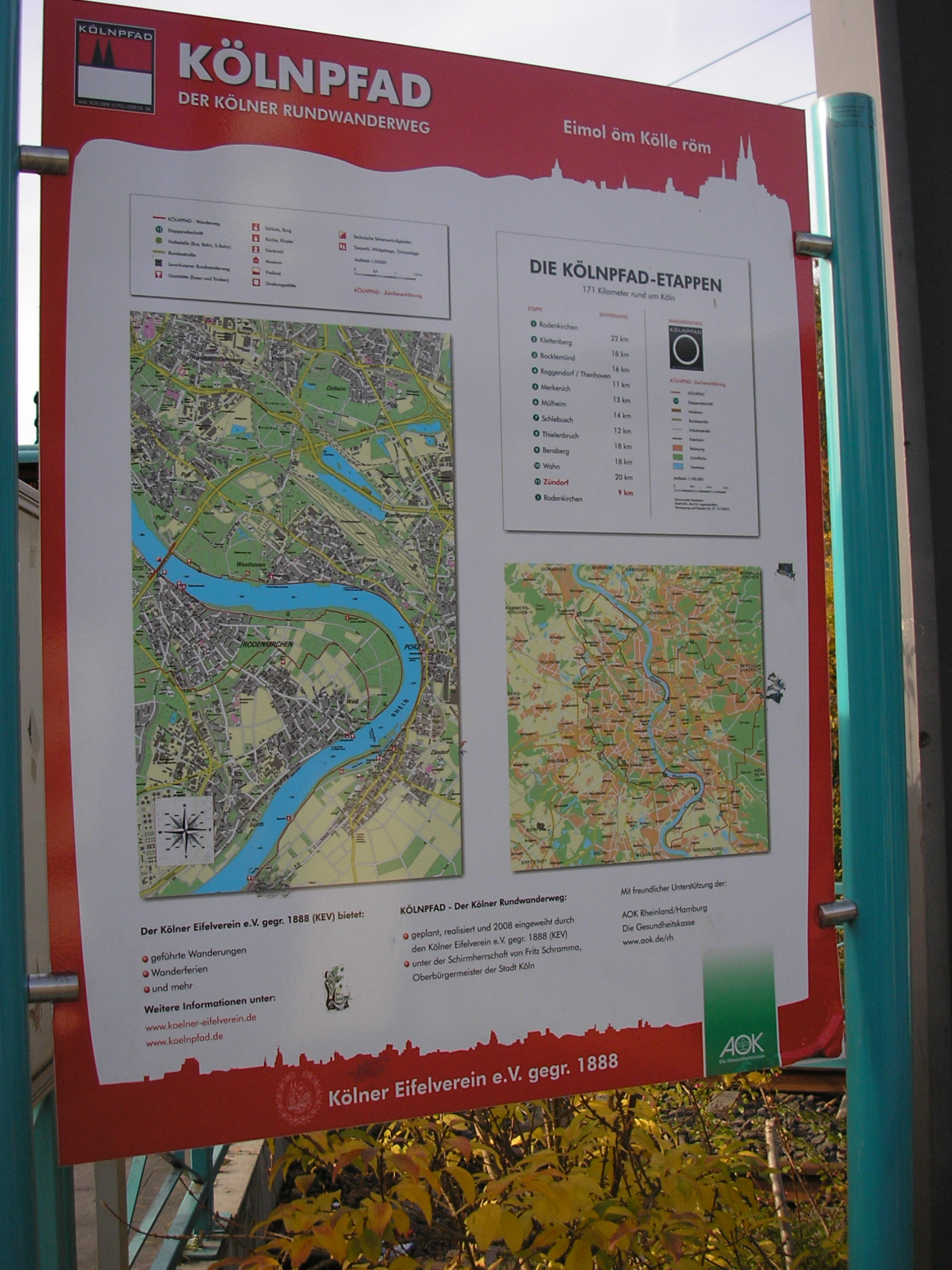
Kölnpfadschild in Zündorf

- Teilstück 1: Der Kölnpfad beginnt an der Rodenkirchener Rheinbrücke (Haltestelle Heinrich-Lübke-Ufer der Linie 16) in unmittelbarer Nähe zum Kölner Festungsmuseum im Festungsring Köln (am Militärring zwischen Heinrich-Lübke-Ufer und Konrad-Adenauer-Straße), führt dann am Rhein entlang zum Weißer Rheinbogen und von dort in einem Bogen zurück zur Haltestelle Siegstraße der Linie 16. (ca. 12 km)
- Teilstück 2: Von der Haltestelle Siegstraße (Linie 16) zum Friedenswäldchen am Forstbotanischen Garten (dorthin auch mit Bus 132) im äußeren Kölner Grüngürtel am Kalscheurer Weiher vorbei bis zur Luxemburger Straße zur Haltestelle Klettenbergpark. (ca. 9 km)
- Teilstück 3: Von der Haltestelle Klettenbergpark (Linie 18) den Grüngürtel entlang mit Hinweisen zu vielen alten geschleiften oder umgewidmeten Festungsanlagen wie dem Clubheim des 1. FC Köln, um den Decksteiner Weiher mit dem Restaurant Haus am See vorbei an Fort VI und dem Adenauer-Weiher (Einkehrmöglichkeit) zum Rheinenergiestadion in Köln-Müngersdorf (Linie 1). (ca. 9,5 km)
- Teilstück 4: Weiter geht es von der Haltestelle der Line 1 am Rheinenergiestadion in Müngersdorf durch den Landschaftspark Belvedere über das ehemalige Fort IV und den Nüssenberger Busch nach Bocklemünd (Alter Jüdischer Friedhof Bocklemünd) (Linien 3,4) bis zur Haltestelle Ollenhauerring (Endpunkt Linie 3, Bus 127) in Mengenich. (ca. 7,5 km) Von dort ist ein Abstecher zum Butzweilerhof (Luftfahrtmuseum) möglich.
- Teilstück 5: Von der Endhaltestelle der Linie 3 in Mengenich an die Pescher Seen nach Esch (Bus 126), weiter über das Wasserwerk Weiler nach Thenhoven. (Haltestelle S 11, Worringen) (ca. 13,5 km)
- Teilstück 6: Von Thenhoven durch das Worringer Bruch bei Worringen nach Köln-Langel, Köln-Kasselberg zur Endhaltestelle der Linie 12 in Merkenich. (ca. 10 km)
- Teilstück 7: Von der Endhaltestelle der Linie 12 in Merkenich durch das Gebiet der Fühlinger Seeen, an Köln-Niehl vorbei, dann am Rhein entlang auf dem Rheindeich bis zur Haltestelle Slabystraße (Linien 13 und 18) vor der Mülheimer Brücke. Das Industriegebiet mit Hafen und den Fordwerken wird umgangen. (ca. 12,5 km)
- Teilstück 8: Von der Slabystraße über die Mülheimer Brücke auf die Schäl Sick dann am Rhein entlang über Flittard auf die Höhe von Stammheim. (Haltestelle S 6) (ca. 8 km, zusätzlich gut 1 km zur Haltestelle)
- Teilstück 9: Von Stammheim am Scheuerhof vorbei durch Feld und Wald zur Endhaltestelle der Linie 4 am Nittumer Weg vor Schlebusch. (ca. 6 km)
- Teilstück 10: Von Schlebusch weiter durch den Dünnwalder Wald, das Erholungsgebiet von Dünnwald mit dem Dünnwalder Waldbad und dem Wildgehege, und durch den Thurner Wald (Thurner Hof) vorbei an Hardt, Mutzbach, Hand zur Endstation Bahnhof Thielenbruch der Linien 3 und 18 mit dem Straßenbahn-Museum Thielenbruch. (ca. 10,5 km)
- Teilstück 11: Das nächste Teilstück führt von dort bis zur Saaler Mühle und am Rande von Kippekausen (Bergisch Gladbach) zum Bensberger See (Nähe Linie 1). (ca. 4,5 km, zusätzlich gut 1 km zur Haltestelle)
- Teilstück 12: Vom Bensberger See geht es südlich von Bergisch Gladbach durch Wald und Wiesen vorbei am Schloss Lerbach bis auf die Höhe vor Herkenrath, dann durch den Wald bis ins Milchborntal und zum Schloss Bensberg. (Endhaltestelle der Linie 1) (ca. 11,5 km)
- Teilstück 13: Von Bensberg geht es auf dem Wolfsweg durch den Königsforst mit Kölns höchstem Berg, dem 118 m hohen Monte Troodelöh bis zur Endstation Linie 9. (ca. 8 km, zusätzlich ca. 2 km bis zur Haltestelle Königsforst)
- Teilstück 14: Vom Heumarer Mauspfad geht es über den Giesbach in die Wahner Heide zum Mauspfad in Grengel nach Wahn (ca. 9,5 km, zusätzlich ca. 2 km von der Haltestelle Königsforst).
- Teilstück 15: Von Wahn geht es über Köln-Libur bis an den Rhein bei Lülsdorf (ca. 11 km) (Bus 501/164 bis Endhaltestelle Linie 7).
- Teilstück 16: Von Lülsdorf am Schneppenhof und Fronhof vorbei bis nach Zündorf (ca. 8 km). Von der Porzer Groov kann man im Sommer mit der Fähre nach Weiß übersetzen oder weiter mit 17:
- Teilstück 17: Von Zündorf am Rhein entlang, an Porz und Ensen vorbei bis zu den Poller Wiesen und der Rodenkirchener Brücke den Kreis schließen (ca. 8 km).

## Geschichte

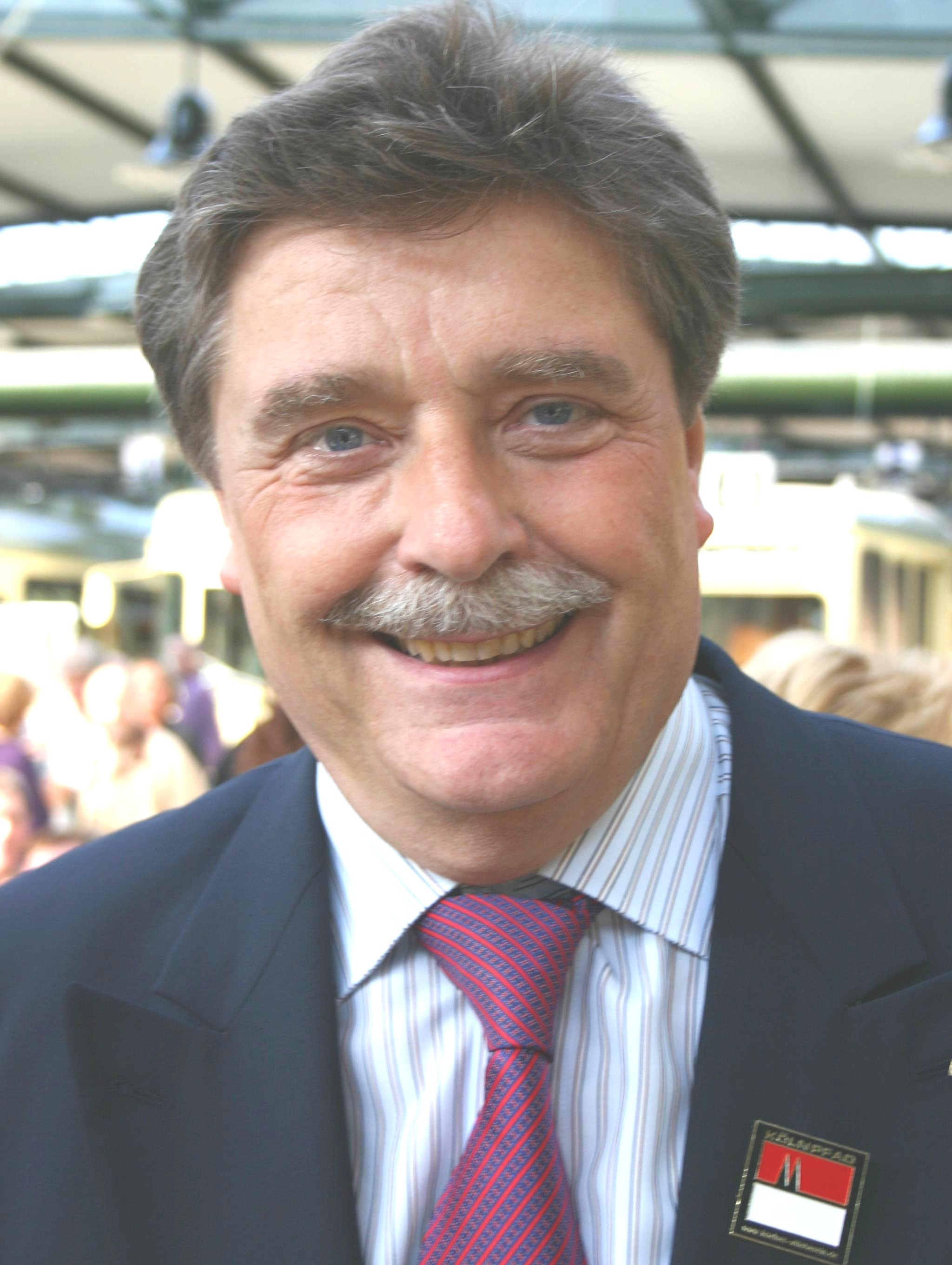
Fritz Schramma, ehemaliger Oberbürgermeister der Stadt Köln (September 2008), seitdem Schirmherr des Kölnpfades

Der Rundwanderweg war eine Idee des langjährigen Vorsitzenden des Kölner Eifelvereins e. V., gegründet 1888, Theodor Schinscholl. Überlegungen zu einem solchen Rundwanderweg entstanden schon vor dem Jahre 2000. Streckenerkundungen wurden vorgenommen, Absprachen mit den für das linksrheinische Köln zuständigen Ortsgruppen des Eifelvereins wurden getroffen und schließlich ein Projektantrag bei der zuständigen Behörde eingereicht. Die Genehmigung erfolgte am 1. Februar 2006. Der Verein und seine aktiven Mitglieder haben danach die Verantwortung für Einrichtung und Pflege der gesamten (auch der linksrheinischen) Strecke übertragen bekommen. Der ehemalige Oberbürgermeister Fritz Schramma hat die Schirmherrschaft über das Projekt übernommen, die er auch weiterhin ausübt. Nach der Genehmigung durch die Bezirksregierung konnte am 1. April 2006 mit der Markierung und der genauen Streckenfestlegung begonnen werden. Die offizielle Eröffnung fand mit dem Vereinsjubiläum am 27. September 2008 in Köln-Thielenbruch statt.

## Streckenpaten und Sponsoren

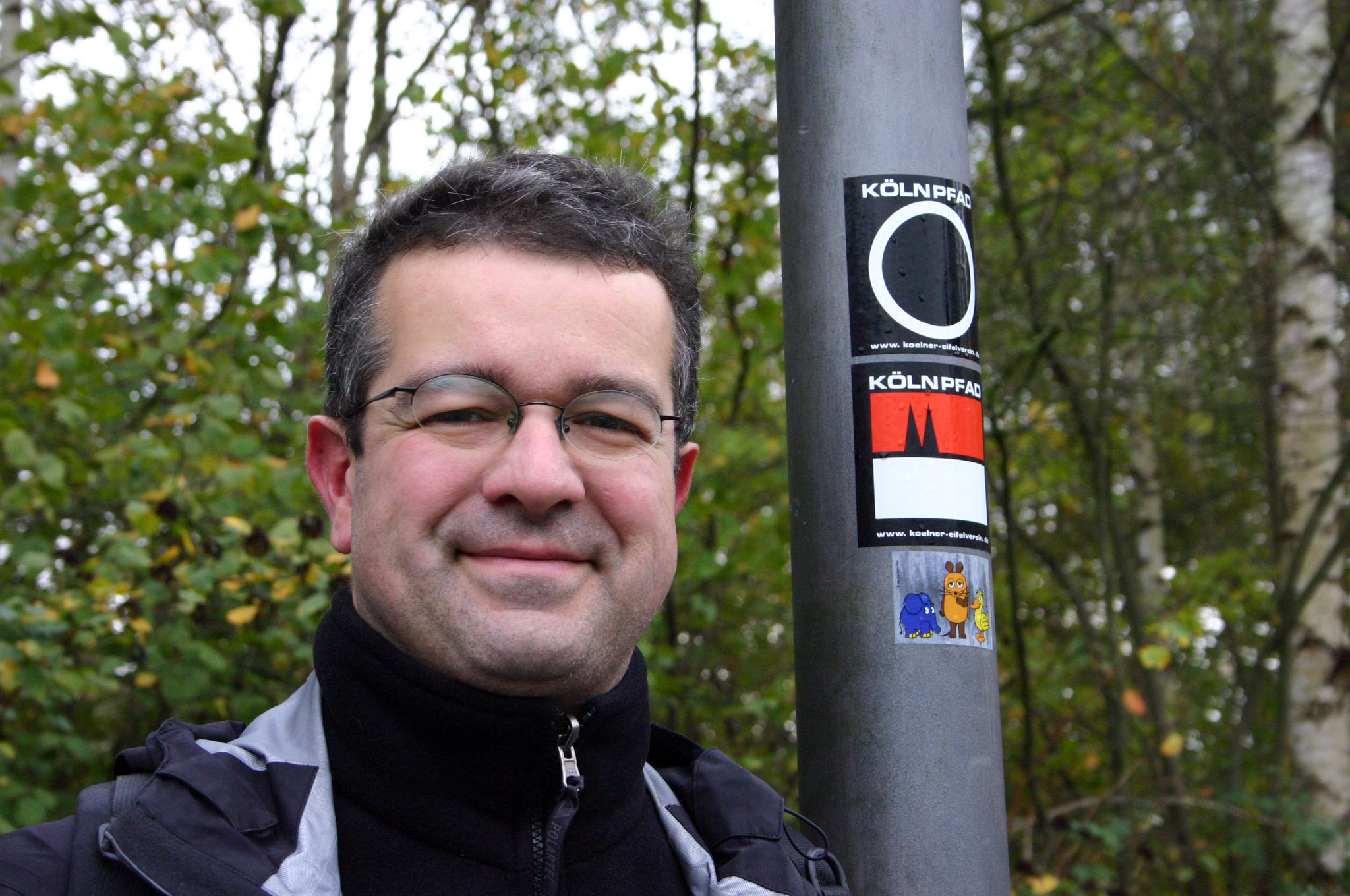
Manuel Andrack, Streckenpate, mit Logo des Kölnpfads

Die Wegepflege erfolgt durch ehrenamtliche Mitglieder und Wanderführer des Vereins. Da der Verein auch weiter seine Strecken in die und in der Eifel betreut, wurden besonders für den linksrheinischen Teil des Rundwegs Paten gesucht, die den Verein unterstützen und eine Etappe betreuen wollten.
Ein prominenter Pate, der Wanderbuchautor und Redakteur Manuel Andrack, der bis 2008 in Köln wohnte, hat die Patenschaft über die 16 km lange 3. Etappe von Bocklemünd nach Roggendorf/Thenhoven übernommen, die er im Frühjahr 2007 zusammen mit seiner Familie mit Pinsel, Farben und Aufklebern markiert hat. Er wird seine Etappe auch nach seinem Wegzug weiter betreuen.
Zusätzlich ist der KÖLNPFAD mit aufwendigen, vandalismus-resistenten Hinweistafeln ausgestattet. Sie sollen vor allem auf interessante Besonderheiten am Wegesrand aufmerksam machen, aber auch sicherstellen, dass von den Bus- & Bahnhaltestellen in der Nähe des Kölnpfades dieser sicher gefunden werden kann – und umgekehrt. Jede Wandertafel kostet ca. 2000,-- €. Der Kölner Eifelverein hat diese finanziellen Mittel mit der Unterstützung durch Sponsoren bereitgestellt.

## Geführte Wanderungen
Der Kölner Eifelverein bietet auf dem gesamten Kölnpfad geführte Wanderungen an. Die oftmals sehr langen Etappen wurden in Teilabschnitte unterteilt, um einerseits einen möglichst großen Interessentenkreis anzusprechen, andererseits, um die Möglichkeit zu haben, gezielt Themen-, Vormittags- oder Kurzwanderungen für Kinder und Ungeübte anbieten zu können. Alle geführten Teilabschnittswanderungen werden auf der Website des Vereins bekannt gemacht.

## Promotion

Bömmel Lückerath, Mitglied der kölschen Mundartgruppe „Bläck Fööss“ und Komponist des Kölnpfadliedes Einmol um Kölle röm

Bömmel Lückerath von den Bläck Fööss schrieb die Musik zu dem Lied von Hans Knipp, Eimol öm Kölle röm. Gemeinsam mit Hartmut Priess, Peter Schütten und Andreas Wegener von den Bläck Fööss und dem Kinderchor der Hauptschule Großer Griechenmarkt nahm der das Stück auf. Den früheren Auflagen des Buchs zum Kölnpfad lag es als CD bei. Somit ist der Kölnpfad ein Stück Kölner Kulturgut.

## Literatur

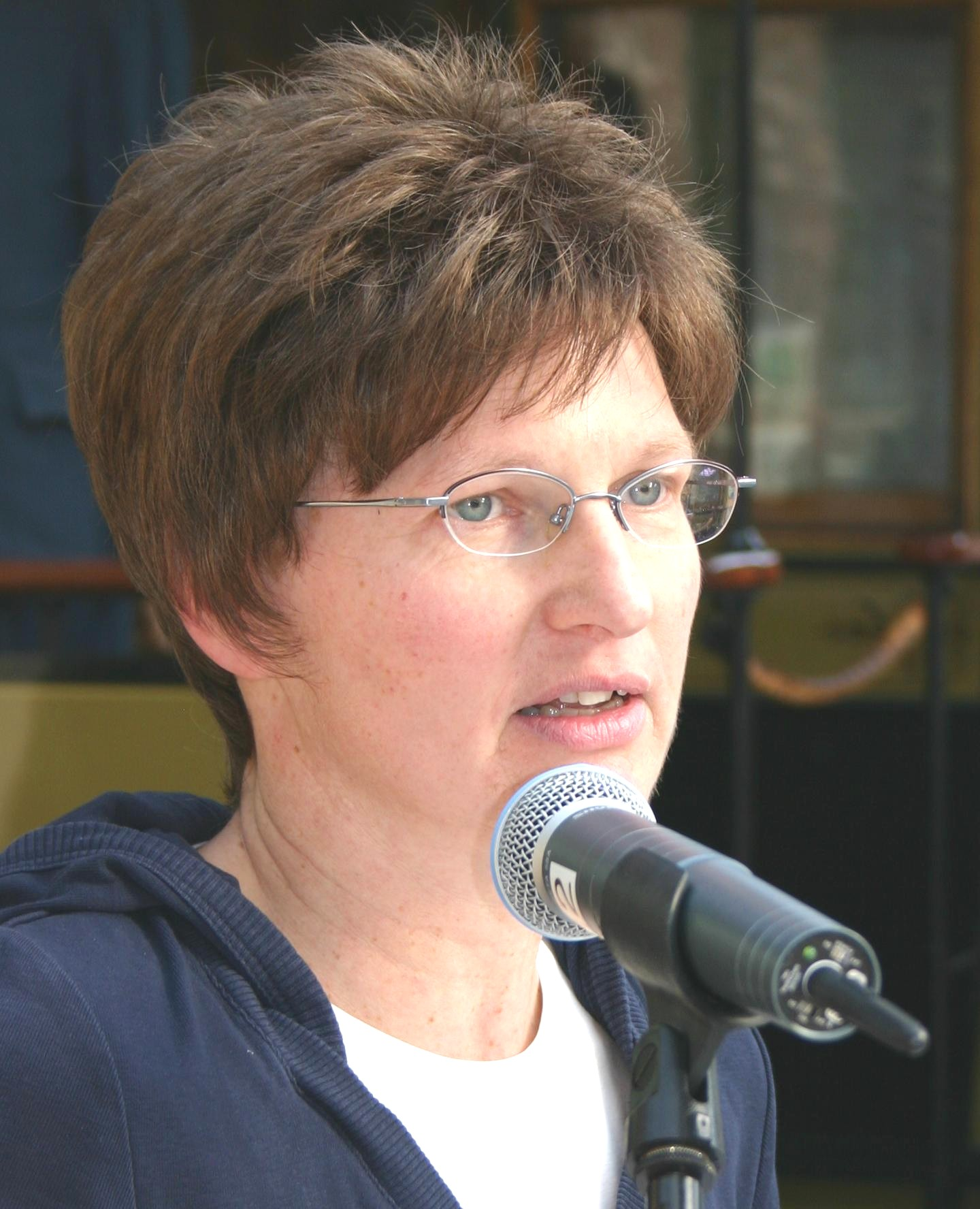
Steffi Machnik, Autorin des Wanderführers Kölnpfad – Der Kölner Rundwanderweg

## Ultramarathon
Am 15. August 2009 wurde auf dem Kölnpfad der erste Ultramarathon der Deutschen Ultramarathon-Vereinigung ausgetragen. 17 Extremsportler, darunter 4 Frauen, starteten auf der 171 km langen Strecke. Der Sieger legte den Lauf in 18 Stunden und 33 Minuten zurück.